# Stora Ljustjärnen (Säters socken, Dalarna)
Stora Ljustjärnen är en sjö i Säters kommun i Dalarna och ingår i Dalälvens huvudavrinningsområde.